# كو تشنغ
كو تشنغ (بالفيتنامية: La Khải)‏ هو عاهل فيتنامي، ولد في القرن الرابع عشر، وتوفي في 1400.